# Cojinete de aire

Husillo de alta frecuencia suspendido por aire con alimentación integrada

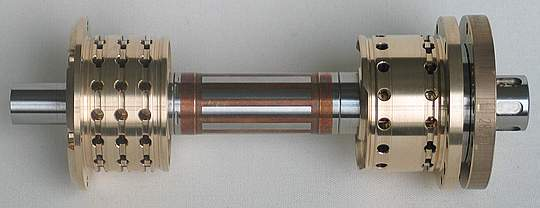
Husillo de alta frecuencia accionado por aire

Los cojinetes de aire (también conocidos como cojinetes aerostáticos o cojinetes aerodinámicos) son un tipo de cojinetes de fluidos que utilizan una película delgada de gas presurizado como soporte de baja fricción entre dos superficies en movimiento. Las dos superficies no se tocan, lo que evita los problemas tradicionales relacionados con los cojinetes de fricción (como el desgaste, la formación de partículas o la necesidad de lubricación), y ofrecen claras ventajas si se requiere un ajuste de precisión (como la ausencia de holgura y de fricción estática), y en aplicaciones de alta velocidad.
Son de dos tipos: los cojinetes aerodinámicos, que establecen el colchón de aire a través del movimiento relativo entre partes estáticas y móviles; y los cojinetes aerostáticos, en los que la presión se genera externamente.
Se utilizan principalmente en herramientas de maquinaria de precisión (máquinas de medición y procesamiento) y máquinas de alta velocidad (husillos, turbomaquinaria a pequeña escala y giroscopios de precisión). Los simuladores de las naves espaciales también emplean cada vez con mayor frecuencia cojinetes de aire mecanizados mediante impresoras 3-D, como en el caso del CubeSat.

## Tipos de cojinetes de gas
Los cojinetes lubricados con gas se clasifican en dos grupos, según la fuente de presurización de la película de gas que proporciona la capacidad de carga:
- Cojinetes aerostáticos: el gas se presuriza externamente (mediante un compresor o un tanque de presión) y se inyecta en el juego del cojinete. En consecuencia, los cojinetes aerostáticos pueden soportar una carga incluso en ausencia de movimiento relativo, pero requieren un sistema de compresión de gas externo, lo que genera costos en términos de complejidad y energía.
- Cojinetes aerodinámicos: el gas es presurizado por la velocidad relativa entre las superficies estática y móvil del cojinete. Dichos cojinetes son de acción automática y no requieren una entrada externa de gas comprimido. Sin embargo, el contacto mecánico ocurre a velocidad cero, lo que requiere una consideración tribológica particular para evitar un desgaste prematuro.

También existen rodamientos híbridos que combinan las dos familias. En tales casos, un rodamiento normalmente se alimenta con gas comprimido externamente a baja velocidad y luego depende parcial o totalmente del efecto de autopresurización a velocidades más altas.
Entre estas dos categorías tecnológicas, los cojinetes de gas se clasifican según el tipo de unión que realizan:
- Rodamientos de movimiento lineal: admite una traslación en 1 o 2 direcciones entre dos planos
- Cojinetes lisos: Soporta una rotación entre dos partes
- Cojinetes de empuje: bloquean el desplazamiento axial de una pieza giratoria, generalmente se usan en combinación con cojinetes lisos

Los principales tipos de cojinetes de aire se clasifican en las siguientes categorías:
| Tipo         | Tecnología                   | Descripción |
| ------------ | ---------------------------- | --- |
| Aerostático  | Medio poroso                 | El flujo de gas se controla a través de un material poroso |
| Aerostático  | Microboquilla                | El flujo de gas se controla a través de orificios de tamaño micrométrico |
| Aerostático  | Tipo de orificio             | El flujo de gas se controla a través de orificios y ranuras |
| Aerostático  | Lanzador de aire             | El flujo de gas se controla a través de una bolsa de aire |
| Aerodinámico | Cojinete de lámina           | La superficie de apoyo es flexible, lo que permite un gran desplazamiento y proporciona una buena estabilidad |
| Aerodinámico | Cojinete ranurado en espiral | La película de gas se presuriza mediante ranuras mecanizadas en una de las superficies, consiguiendo una alta capacidad de carga y estabilidad. Los patrones de ranura habituales son en forma de espiga, en espiral o rectos (cojinetes escalonados) |

### Cojinetes aerostáticos
El gas presurizado actúa como lubricante en el espacio entre las piezas móviles de los cojinetes. El colchón de gas lleva la carga sin ningún contacto entre las partes móviles. Normalmente, el gas comprimido es suministrado por un compresor. Un objetivo clave de suministrar la presión del gas en el espacio es que la rigidez y el amortiguamiento del colchón de gas alcancen el nivel más alto posible. Además, el consumo de gas y la uniformidad de su suministro en el espacio son cruciales para el buen comportamiento de los cojinetes aerostáticos.

#### Aportación de aire al espacio intermedio
El suministro de gas a la interfaz entre los elementos móviles de un cojinete aerostático se puede lograr con varios métodos diferentes:
- Superficie porosa
- Superficie porosa parcial
- Alimentación por orificio discreto
- Alimentación por ranura
- Alimentación por surco

No existe un único método óptimo para alimentar la película. Todos tienen sus ventajas e inconvenientes específicos para cada aplicación.

#### Volumen muerto
Los volúmenes muertos se refieren en particular a las cámaras y canales existentes en los cojinetes aerostáticos convencionales para distribuir el gas y aumentar la presión comprimida dentro del espacio. En los cojinetes de gas porosos (sinterizados), las cavidades internas también se consideran volumen muerto.

#### Cojinetes aerostáticos convencionales

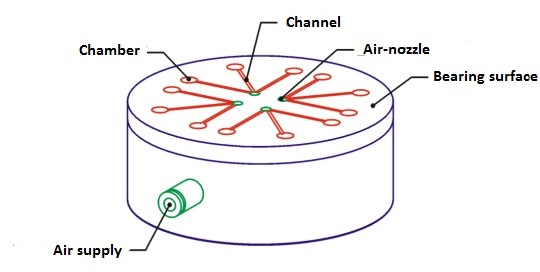
Tobera de un cojinete de aire con cámaras y canales

Con los cojinetes aerostáticos convencionales de una sola boquilla, el aire comprimido fluye a través de unas pocas boquillas relativamente grandes (de 0,1 a 0,5 mm de diámetro) hacia el espacio intermedio del cojinete. Por lo tanto, el consumo de gas solo permite cierta flexibilidad, de modo que las características del rodamiento (fuerza, momentos, superficie de apoyo, altura del entrehierro del cojinete, amortiguación) solo pueden ajustarse de manera insuficiente. Sin embargo, para permitir una presión de gas uniforme incluso con solo algunas boquillas, los fabricantes de cojinetes aerostáticos adoptan técnicas constructivas. Al hacerlo, estos cojinetes generan volúmenes muertos (volumen de aire no comprimible y, por lo tanto, de baja presión). En efecto, este volumen muerto es muy perjudicial para la dinámica del cojinete de gas y provoca vibraciones autoexcitadas.

#### Cojinetes aerostáticos de boquilla única
El sistema de compresión previo consta de una cámara alrededor de la boquilla central. Normalmente, la relación de esta cámara está entre el 3% y el 20% de la superficie del cojinete. Incluso con una profundidad de cámara de 1/100 mm, el volumen muerto es muy alto. En el peor de los casos, estos cojinetes de aire constan de una superficie de apoyo cóncavo en lugar de una cámara. Su principal desventaja es que disponen de una rigidez ante la inclinación de la parte rotante muy reducida.

#### Cojinetes de gas con canales y cámaras
Normalmente, los cojinetes aerostáticos convencionales se fabrican con cámaras y canales. Este diseño asume que con una cantidad limitada de boquillas, el volumen muerto debe disminuir mientras se distribuye uniformemente el gas dentro del espacio intermedio. La mayoría de las concepciones se refieren a estructuras de canales especiales. Desde finales de la década de 1980 se fabrican cojinetes aerostáticos con estructuras de microcanales sin cámaras. Sin embargo, esta técnica también tiene que gestionar problemas de volumen muerto. A medida que aumenta la altura del espacio, la carga y la rigidez del microcanal disminuyen. Como en el caso de accionamientos lineales de alta velocidad o husillos de alta frecuencia, esto puede causar serias desventajas.

#### Cojinetes aerostáticos con microboquillas perforadas con láser

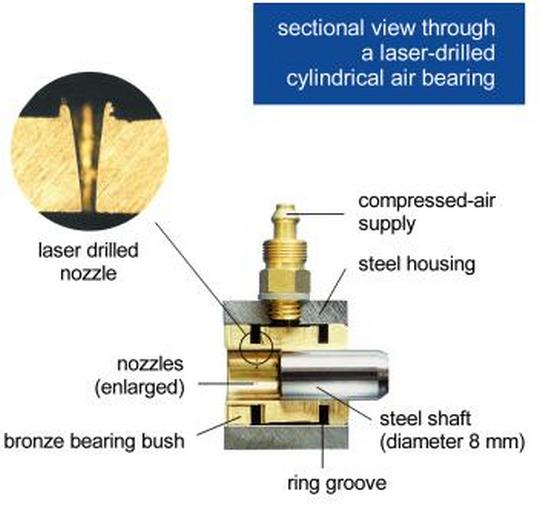
Corte a través de un elemento cilíndrico

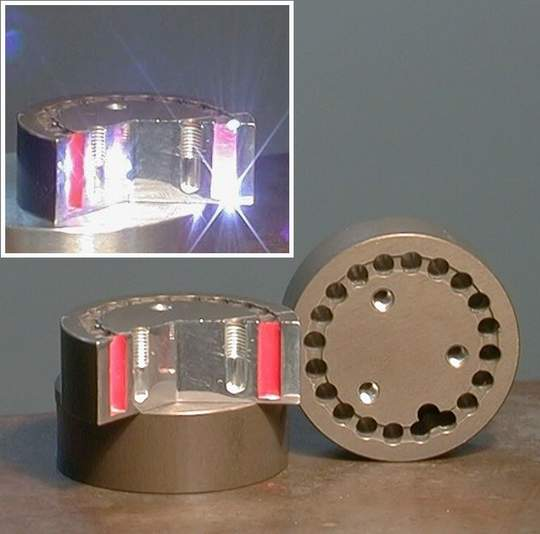
Procesamiento por láser (corte a través de un elemento del cojinete)

Los cojinetes aerostáticos de microboquilla perforados con láser utilizan técnicas de diseño y fabricación computarizadas para optimizar el rendimiento y la eficiencia. Esta tecnología permite a los fabricantes una mayor flexibilidad en la producción, optimizando sus diseños para una aplicación determinada. En muchos casos, los ingenieros pueden crear cojinetes de aire que se acercan al límite teórico de rendimiento.
En lugar de unas pocas boquillas grandes, los cojinetes aerostáticos con muchas microboquillas evitan volúmenes muertos dinámicamente desventajosos. Los volúmenes muertos se refieren a todas las cavidades en las que el gas no puede comprimirse durante la disminución del espacio. Estos aparecen cuando la presión baja del gas estimula la vibración. Ejemplos de los beneficios obtenidos son: accionamientos lineales con aceleraciones de más de 1000 m/s² (100 g) o accionamientos de impacto con incluso más de 100 000 m/s² (10 000 g) debido a la alta amortiguación en combinación con una elevada rigidez dinámica; movimientos subnanométricos debido a los errores inducidos por ruido más bajos; y transmisión de gas o vacío sin juntas para accionamientos rotativos y lineales a través del intersticio gracias al suministro de aire guiado.
Los cojinetes aerostáticos de microboquillas logran una distribución de presión efectiva y casi perfecta dentro del espacio intermedio con una gran cantidad de microboquillas. Su diámetro típico está entre 0,02 mm y 0,06 mm. La sección transversal más estrecha de estas boquillas se encuentra exactamente en la superficie del cojinete. De este modo, la tecnología evita un volumen muerto en la superficie del cojinete de aire de apoyo y dentro del área de las boquillas de suministro de aire.
Las microboquillas se perforan automáticamente con un rayo láser que proporciona la máxima calidad y repetibilidad. Los comportamientos físicos de los cojinetes de aire demuestran tener una baja variación dimensional tanto para grandes como para pequeños volúmenes de producción. A diferencia de los cojinetes convencionales, con esta técnica los cojinetes neumáticos no requieren una fabricación manual ni costosa.
Las ventajas de la tecnología de cojinetes de aire de microboquillas incluyen:
- Uso eficiente del colchón de aire (cerca del límite físico) a través de una presión uniforme dentro de todo el espacio intermedio
- Combinación perfecta de propiedades estáticas y dinámicas
- Mayor flexibilidad posible de las propiedades del cojinete de aire: con una altura de separación particular, es posible optimizar el cojinete de aire de modo que tenga, por ejemplo, una carga máxima, rigidez axial, rigidez a la inclinación, amortiguación o un consumo de aire mínimo (respectivamente también en combinación con otras propiedades)
- Máxima precisión con aprobación múltiple de todos los cojinetes de aire, mediante una tecnología de medición capaz de detectar los más mínimos movimientos (<< 2 nanómetros) a través de vibraciones autoexcitadas físicas, lo más bajas posibles
- Rigidez ante la inclinación considerablemente más alta que los cojinetes de aire convencionales, de modo que el aire dentro del espacio fluye a través de canales desde las áreas cargadas hacia las áreas sin carga
- Sin vibraciones en todo el rango de funcionamiento, incluso con un suministro de aire a alta presión (en realidad, son posibles incluso mucho más de 10 bar)
- Máxima fiabilidad debido a la gran cantidad de boquillas: la obstrucción de las boquillas por partículas está fuera de discusión (no hay fallos de funcionamiento) porque sus diámetros son mucho mayores que la altura del espacio intermedio
- Posibilidad de ajustar las propiedades del cojinete para sus condiciones de deformación y tolerancias y las de la superficie opuesta
- Usabilidad comprobada para muchos materiales y revestimientos de cojinetes

Algunas de estas ventajas, como la alta flexibilidad, las excelentes propiedades estáticas y dinámicas combinadas y una excitación de ruido muy baja, demuestran ser únicas entre todos los demás cojinetes aerostáticos.

#### Distintos diseños

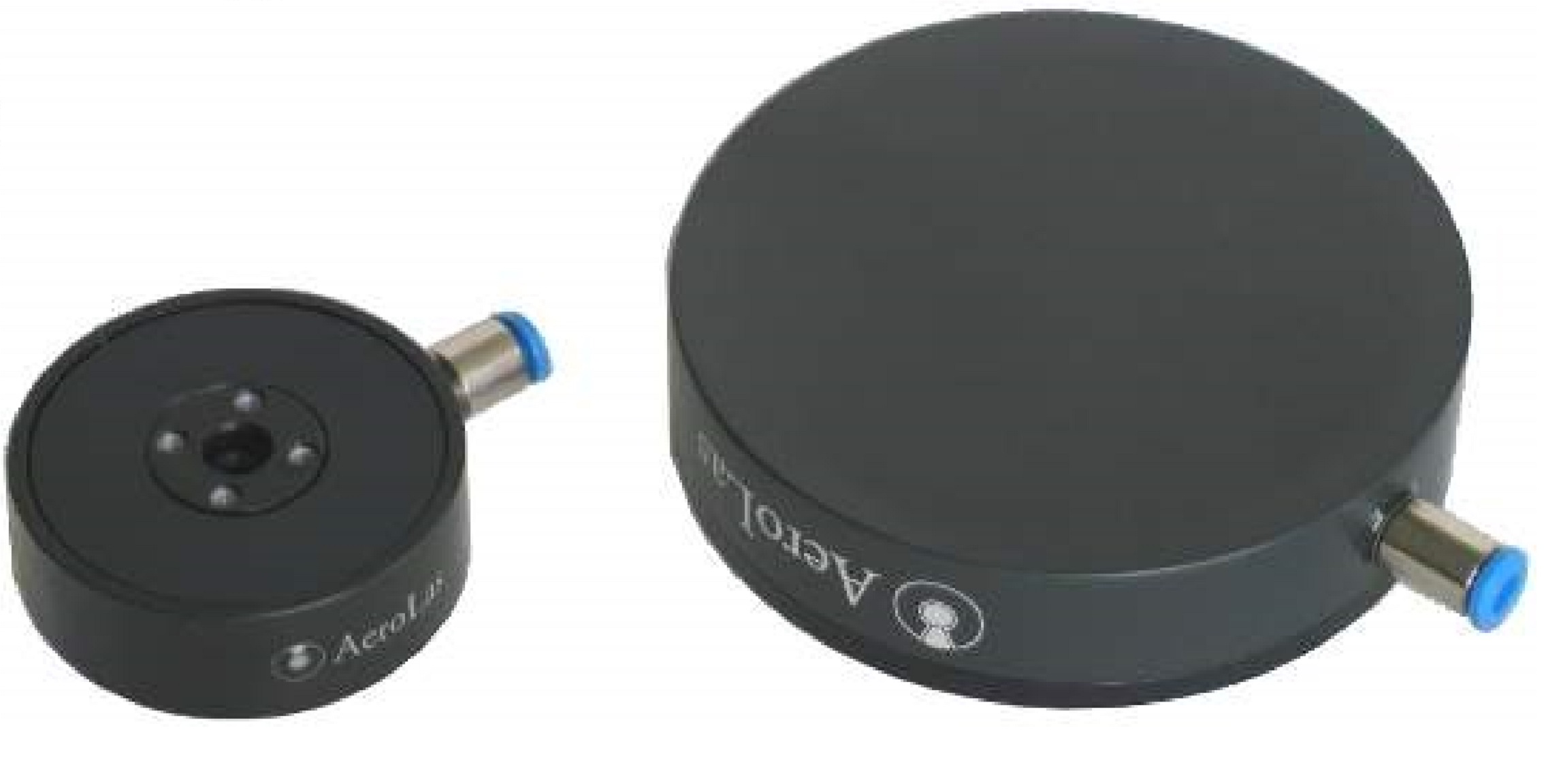
Cojinete estándar redondo

Los cojinetes de aire estándar se ofrecen con varios montajes para unirlos a un mecanismo:
- Cojinetes para conexión flexible con pasadores de bolas, el sistema que se suele suministrar en el mercado.
- Rodamientos con junta de alta rigidez en lugar de un pasador de bolas convencional. Usando esta versión, la rigidez del sistema completo es significativamente mayor.
- Cojinetes con pistón integrado para precarga de guías determinadas estáticamente.
- Además, también existen cojinetes rectangulares con montaje fijo (sin juntas) para guías de elevada rigidez para disponer de mayor precisión o de una mejor dinámica.
- Así mismo, existen cojinetes neumáticos con precargas magnéticas o de vacío integradas, cojinetes neumáticos para altas temperaturas de hasta más de 400 °C, así como fabricados con materiales alternativos.[12][10]

## Ventajas y desventajas de los cojinetes lubricados con gas

### Ventajas

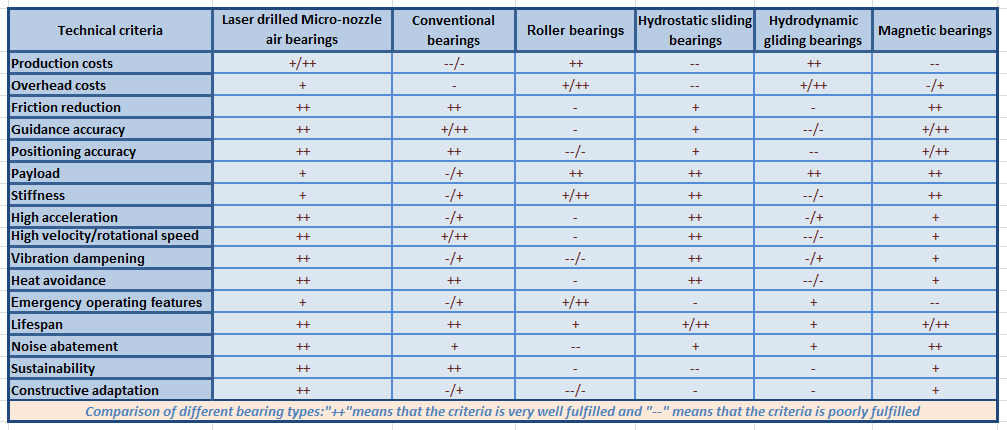
Comparación de cojinetes de aire

- Operación sin desgaste, gran durabilidad. Los cojinetes neumáticos funcionan sin contacto y, por lo tanto, sin abrasión. La única fricción resulta del flujo de aire entre las superficies de apoyo. Por lo tanto, la durabilidad de los cojinetes de aire es ilimitada si se diseñan y calculan correctamente. Los cojinetes de rodillos y los cojinetes de fricción tienen un alto grado de fricción cuando se usan a alta velocidad o aceleración, lo que provoca un ciclo de retroalimentación positiva donde la alta abrasión disminuye la precisión, lo que a su vez provoca un mayor desgaste, lo que lleva a su fallo final.
- Guiado, repetibilidad y precisión de posicionamiento. En la producción de chips y cuando se coloca en máquinas herramienta, garantiza una alta precisión y repetibilidad. Se debe alcanzar una densidad de 1-2 μm. Con tal precisión, los rodamientos de rodillos alcanzan su límite físico tolerando aceleraciones mucho menores. En la generación de litografías para circuitos impresos, los cojinetes de aire ya están establecidos.
- Ventaja de costos y repetibilidad. Cuando se aplican en serie, los cojinetes de gas pueden tener una ventaja económica sobre los cojinetes de rodillos: la producción de un husillo de alta frecuencia guiado por rodillos es, según un fabricante, aproximadamente un 20 % más cara que la de los husillos guiados por aire.
- Pureza ambiental. Debido a que no requieren el uso de aceite para su lubricación y no tienen fricción, los cojinetes de gas son adecuados para aplicaciones que requieren una baja contaminación del fluido de trabajo. Este es un aspecto crítico para la industria farmacéutica, el procesamiento de combustible nuclear, la fabricación de semiconductores y los ciclos de conversión de energía.

### Inconvenientes
- Vibración autoexcitada. En los cojinetes lisos, la vibración autoexcitada puede aparecer más allá de una velocidad dada, debido a la rigidez del acoplamiento cruzado y a la baja amortiguación de la lubricación con gas. Esta vibración puede provocar inestabilidad y amenazar el funcionamiento del cojinete de gas. Se requieren cálculos dinámicos precisos para garantizar una operación segura dentro del rango de velocidad deseado. Este tipo de inestabilidad se conoce como "torbellino a media velocidad" y afecta especialmente a los cojinetes aerodinámicos.
- Tolerancias de fabricación ajustadas. Para soportar suficiente carga y evitar la inestabilidad mencionada anteriormente, se requieren tolerancias estrictas en la holgura entre las superficies de apoyo. Se requieren espacios libres típicos que van desde 5 μm a 50 μm para rodamientos aerodinámicos y aerostáticos. En consecuencia, los cojinetes de aire son caros de fabricar.
- Ambiente limpio. Debido a su pequeña holgura, los cojinetes lubricados con gas son sensibles a la presencia de partículas y polvo en el ambiente (en el caso de los cojinetes aerodinámicos) y en el gas presurizado externamente (cojinetes aerostáticos).[13][14]

## Modelado teórico
Los cojinetes lubricados con gas generalmente se modelan utilizando la ecuación de Reynolds para describir la evolución de la presión en el dominio de la película delgada. A diferencia de los cojinetes lubricados con líquido, el lubricante gaseoso debe considerarse comprimible, lo que lleva a resolver una ecuación diferencial no lineal.
Los métodos numéricos como el método de las diferencias finitas o el método de los elementos finitos son comunes para la discretización y la resolución de la ecuación, teniendo en cuenta las condiciones de contorno asociadas a la geometría de cada cojinete  (de movimiento lineal, lisos y de empuje). En la mayoría de los casos, la película de gas puede considerarse isotérmica y de acuerdo con la ley de los gases ideales, lo que lleva a una simplificación de la ecuación de Reynolds.

## Ejemplos

### Tecnología automotriz

Cojinete de aire en una máquina de corte

Cojinete de aire en una máquina Doppler

Mesa de 2 ejes con cojinetes de aire con accionamiento por fricción

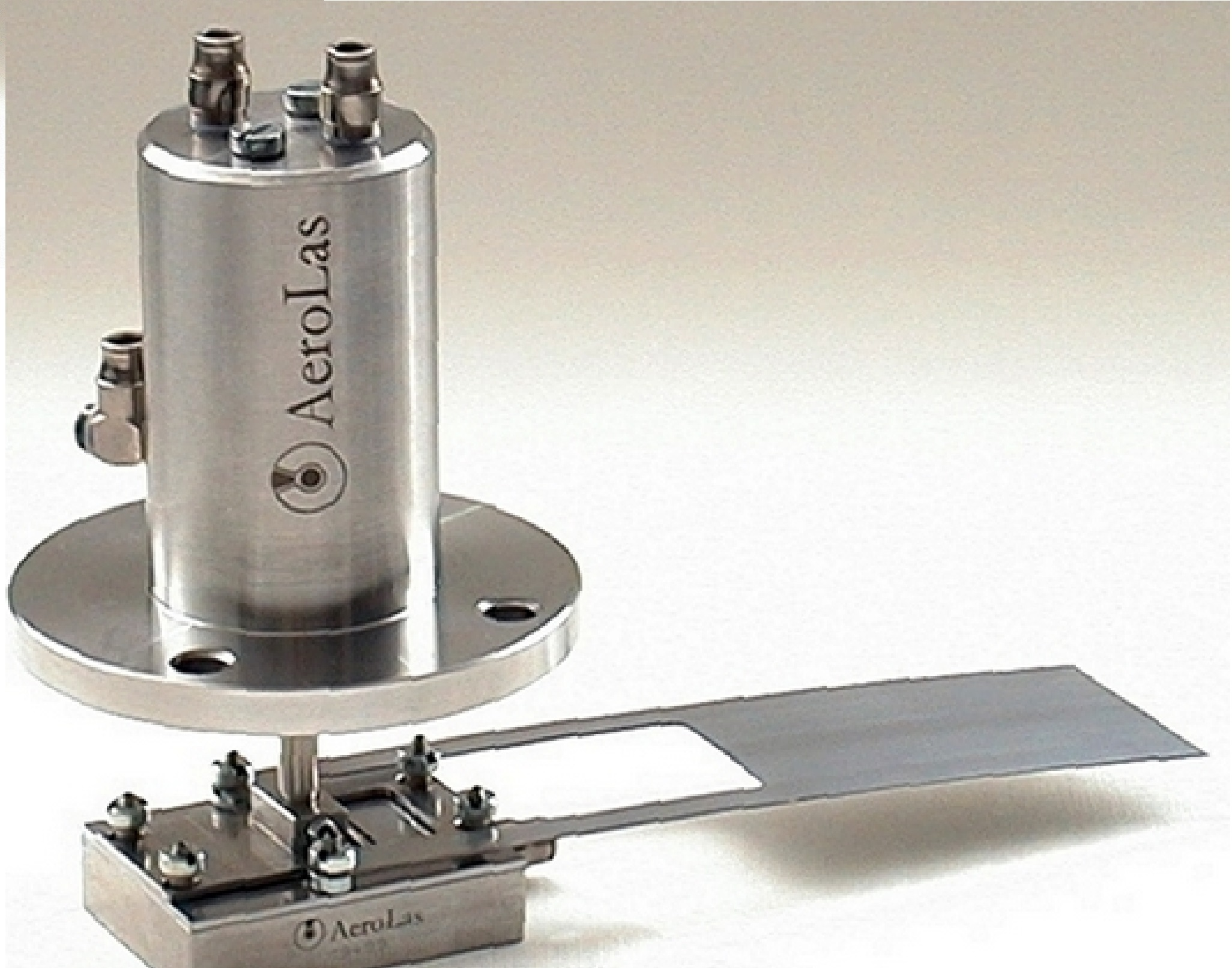
Cojinete con pistón actuador

Sistema de satélite con cojinetes de aire para paneles solares

- Unidad de cuchilla de corte de alta frecuencia guiada por aire

Incluso para movimientos que causan daños debido al desgaste disruptivo de los cojinetes de rodillos, la vida útil de los sistemas de accionamiento es ilimitada.
- Turbocompresor guiado por aire

Para analizar su viabilidad y para las primeras investigaciones, se realizó una conversión inicial de un turbocompresor convencional guiado por aceite a uno guiado por aire. Para una versión futura real, será de gran ayuda el uso de resultados obtenidos de soluciones de alta temperatura, productos en masa (costos de producción probados) y husillos de alta frecuencia (conocimiento de base dinámico).

### Tecnología de semiconductores
- Cojinete de aire para dispositivo de inspección

En cuanto a la medición de obleas y paneles planos, es muy importante colocar el chip sensor con precisión y sin ningún contacto en la superficie. Por lo tanto, el chip se integra directamente en la superficie del cojinete. La tolerancia de distancia máxima a la superficie que se refiere a la variación del espacio del cojinete de aire es inferior a 0,5 μm. Al colocar el cojinete de aire con el chip del sensor, no deben tocar la superficie de la oblea que se está midiendo. En cuanto al movimiento de subida y bajada, se utiliza un pistón neumático que, por razones de repetibilidad, también es guiado por aire. La precarga del cojinete de aire y, por lo tanto, la altura del espacio también se ajustan con este pistón.
- Mandril con accionamiento de elevación integrado

Para la prueba eléctrica de obleas, el mandril se puede levantar hasta 3 mm sin que se pegue y se deslice. La fuerza de contacto necesaria para la sonda es ajustable e independiente de la carrera. El accionamiento del mecanismo de elevación se basa en un motor de bobina móvil; la guía es orientada por aire. Un pistón neumático guiado por aire situado entre el mandril y el accionamiento limita la fuerza de contacto.

### Actuadores lineales
- Etapa de medición de precisión

Mediante mediciones luminosas se producen chips de 300 nm con una precisión incluso por debajo de 1 nm. En particular, los cojinetes de aire están diseñados para el menor consumo de aire con la mayor rigidez.
- Unidad Doppler de alta aceleración

El accionamiento Doppler de alta aceleración soporta y guía un espejo de fibra de carbono (superficie de 500 mm x 250 mm) con una aceleración de hasta 300 m/s² y un perfil de movimiento flexible con alta precisión. La solución consiste en un accionamiento guiado por aire: la viga de movimiento lineal (con una longitud de 900 mm), que va fijada al espejo, está fabricada en fibra de carbono y lleva los imanes de los motores lineales. Los cables/tubos (motor, cojinete de aire, sistema de medición) no se mueven para evitar roturas por ciclos de alta carga. Los cojinetes de aire son absolutamente insensibles a la fluctuación geométrica como resultado de un cambio de temperatura.
- Accionamiento para máquinas de producción

Además del rendimiento, la fiabilidad es extremadamente importante para una máquina de producción. La solución guiada por aire está diseñada para determinarse estáticamente. El motor lineal con núcleo de hierro y los cojinetes de pistón logran la precarga de los cojinetes de aire. Por lo tanto, el accionamiento es fácil de montar e insensible a las variaciones geométricas, por ejemplo, a causa de las influencias de la temperatura o la disposición de las máquinas.

### Tecnología médica
Accionamientos sin grasa ni aceite para respiradores, movimientos de escáneres sin saltos o una alta velocidad de rotación de grandes rotores se han logrado con cojinetes de aire.
- Tomografía computarizada guiada por aire

Alta velocidad de rotación (> 5.5 Hz / 330 rpm), bajos costos de operación, ausencia de ruido, gran diámetro interior del rotor (> 1 m), peso reducido del rotor y del bastidor, posibilidad de inclinación del rotor así como una alta fiabilidad. Además de un sistema de transmisión directa, también es posible la transmisión por correa.

### Tecnología de producción
Principalmente, se requieren movimientos sin efecto stick-slip y/o otras fuerzas mínimas residuales. La tecnología de cojinetes de aire está predestinada para movimientos altamente dinámicos sin grasa ni aceite y con carreras cortas.
- Cojinete de aire para el ajuste de componentes

Con unidades guiadas por aire, los componentes ópticos pueden disponerse para que tengan el mismo diámetro en una mesa giratoria. El cojinete de aire con precarga de vacío y una altura constante del espacio entre cojinetes flota sin contacto en la parte superior de la mesa giratoria.
- Control deslizante de ajuste para la producción de óptica

La corredera lineal, guiada por aire y estáticamente determinada, garantiza un posicionamiento de alta precisión del componente óptico antes del rectificado. El proceso de autoalineación se realiza sin fricción ni fuerza. Cuando se sujeta, el componente conserva su posición para su posterior fabricación en el rango de submicrómetros.

### Tecnología espacial
- Sistema de deslizamiento magnético por aire

Al transportar paneles solares para satélites en un cohete de lanzamiento, estos deben estar plegados. Después de alcanzar la órbita, se despliegan a través de un mecanismo de resorte, sin peso y sin fricción. Este proceso requiere pruebas previas en la Tierra por razones de fiabilidad. Durante el diseño de prueba, los paneles solares se cuelgan de cojinetes de aire precargados magnéticos que compensan la gravedad. Al hacerlo, el proceso de movimiento de despliegue se lleva a cabo con un impacto de fricción mínimo, lo que significa que los paneles solares se prueban casi en sus futuras condiciones reales. Además, el diseño ofrece un manejo absolutamente libre de mantenimiento con movimientos secuenciales iguales.
Los componentes de cojinetes de aire (diámetro 34 mm) con imanes integrados son tan pequeños que pueden deslizarse sin contacto en placas de chapa laminadas convencionales sin problemas y con una altura de espacio de cojinete de aproximadamente 25 μm. La fuerza de retención de un cojinete de aire para un panel solar tiene un promedio de 600 N. Esta fuerza se logra mediante una distribución equitativa de la carga en 16 elementos de cojinete de aire individuales. El proceso de desplegado de los paneles solares se ha desarrollado para una superficie de 21 m x 2,5 m.
El sistema de guía de cojinetes de aire precargado magnético permanente se puede utilizar para muchos tipos de movimientos de transporte colgantes, así como para muchas otras aplicaciones, como por ejemplo para el posicionamiento de componentes sin que se peguen o deslicen durante el montaje.